# Bidens mandonii
Bidens mandonii là một loài thực vật có hoa trong họ Cúc. Loài này được (Sherff) Cabrera mô tả khoa học đầu tiên năm 1978.